# Växjö OK
Växjö OK är en specialklubb för orientering. Den bildades 1963 i Växjö av Nils Roloff. Klubben har ett brett program som omfattar allt från elitorientering till motion. Framgångsrika löpare som representerat klubben är exempelvis Emil Wingstedt, Noel Braun, Kjell Lauri, Kalle Lindkvist, Patrik Karlsson, Britt-Mari Karlsson och Karin Gunnarsson. En välkänd profil är Raimo Salminen, som numera tillhör den exklusiva skaran av Höst-Öst legendarer. Han är inte aktiv i klubben längre utan har bytt till Pan-Kristianstad.